# 紀元前803年
紀元前803年（きげんぜん803ねん）は、西暦による年。

## 他の紀年法
- 干支 : 戊戌
- 中国
  - 周 - 宣王25年
  - 魯 - 孝公4年
  - 斉 - 成公元年
  - 晋 - 穆侯9年
  - 秦 - 荘公19年
  - 楚 - 熊徇19年
  - 宋 - 恵公28年
  - 衛 - 武公10年
  - 陳 - 釐公29年
  - 蔡 - 釐侯7年
  - 曹 - 戴伯23年
  - 鄭 - 桓公4年
  - 燕 - 釐侯24年
- 朝鮮
  - 檀紀1531年
- ユダヤ暦 : 2958年 - 2959年
- アッシリア暦 : 3948年
- 人類紀元 : 9198年